# Saint-Jean-du-Doigt

Saint-Jean-du-Doigt este o comună în departamentul Finistère, Franța. În 1 ianuarie 2022 avea o populație de 683 de locuitori.